# Réserve naturelle de Lamyra
La réserve naturelle de Lamyra est une réserve naturelle norvégienne située à Ringerike, Comté de Buskerud. La réserve naturelle est située au nord et à l'est de Lamoen près de Storelva, juste au sud de Juveren, et a le statut de site Ramsar. Elle fait à la fois partie du Système de zones humides de Nordre Tyrifjorden et de la Zone de conservation des oiseaux de Tyrifjorden, en raison de son importance pour les oiseaux migrateurs. C'est également un lieu important pour les oiseaux des zones humides. La réserve est située dans la municipalité de Ringerike, mais le coude rétréci de la rivière s'étend plus loin dans la municipalité de Hole. Cette partie est protégée depuis le 27 mars 2020
La réserve a été créée le 21 mars 1975 pour protéger un méandre envahi par une végétation bien développée avec des tourbières extrêmement riches, ce qui est très rare en Norvège. La zone est une partie d'un bras mort de la rivière Storelva presque envahi par la végétation laquelle est caractéristique des marais calcaires de l'est avec une forêt d'aulnes noirs. Elle présente également un intérêt limnologique.
Mostjern, qui est situé à l'intérieur de la réserve, présente avec les zones environnantes un intérêt culturel et historique, avec la maison d'enfance de Jørgen Moe.
On retrouve ici une flore distinctive et variée avec prêle d'hiver et roseaux . C'est un domaine important pour la vie des oiseaux. La bécassine des marais est un échassier typique de la région. Des espèces telles que le goéland cendré, le mouette rieuse et  sterne pierregarin sont également présentes. Des espèces comme harle bièvre, garrot à œil d'or, pigeon colombin, chouette hulotte et plusieurs espèces de pics prospèrent également dans les diverses zones forestières de l'aire protégée.  